# Збагачувальна фабрика Піллара
Збагачувальна фабрика Піллара – колишнє підприємство гірничодобувної галузі на сході Австралії, що було частиною проекту Леннарт-Шельф.
Фабрику, що використовувала технологію флотації, ввели в дію у 1998 році для роботи з продукцією рудника Піллара. Вона мала потужність у 1,5 млн тонн руди на рік, що дозволяло випускати 165 тисяч тонн цинкового та 35 тисяч тонн свинцевого концентрату на рік.
Концентрати вивозили через порт Дербі, де облаштували конвеєрну систему, яка дозволяла завантажувати спеціально розроблену 4500-тонну баржу. Далі баржа виходила в море використовуючи властиві цьому порту аномальні припливи висотою до 11 метрів. В морі відбувалось перевантаження на балкери, що очікували на якірній стоянці з достатніми глибинами. Концентрати експортували до різних країн Азії та США (також можливо відзначити, що проект Леннарт-Шельф рахувався серед постачальників австралійського цинкоплавильного заводу у Таунсвіллі, що почав роботу в 1999 році).
Наприкінці 2000-го майданчик модернізували до рівня у 2,4 млн тонн руди на рік, при цьому 1,8 млн тонн передбачалось отримувати з рудника Піллара, тоді як ще 0,6 млн тонн руди мали доправляти автотранспортом з розташованого за вісім десятків кілометрів рудника Капок (таке рішення дозволило вивести з експлуатації збагачувальну фабрику Кадджебут).
Проектом розробки опікувалась австралійська компанія Western Metals, яка невдовзі потрапила у складне фінансове становище та в 2003-му перейшла під зовнішнє управління. Того ж року роботи на Піллара та Капок припинились (відомо, що за період з 1997 по 2003 роки накопичений видобуток на Піллара склав 10,3 млн тонн руди). 
Далі проект  Леннарт-Шельф викупила Teck Cominco Limited, яка у спілці з гірничодобувним концерном Xstrata ввела в дію рудник та збагачувальну фабрику Піллара у лютому 2007-го (кожен з партнерів мав по 50% участі). До кінця 2007-го з руди Піллара вдалось отримати концентрати, що містили 21 тисячу тонн цинку та 6 тисяч тонн свинцю, але вже у вересні 2008-го роботу на Піллара остаточно припинили через чергову зміну ринкової кон’юктури.
В 2009-му обладнання фабрики придбали для використання на руднику Канманту.